# Liste der Bodendenkmale in Burgwedel
In der Liste der Bodendenkmale in Burgwedel sind alle Bodendenkmale der niedersächsischen Gemeinde Burgwedel aufgelistet. Die Quelle ist der Denkmalatlas Niedersachsen. Der Stand der Liste ist der 16. Juni 2024.

## Allgemein
In den Spalten finden sich folgende Informationen des Bodendenkmales :
- Lage        : geographische Koordinaten
- Bezeichnung : Bezeichnung lt. Denkmalatlas
- Beschreibung: Beschreibung lt. Denkmalatlas
- ID          : Objekt-ID
- Bild        : Bild, ggf. zusätzlich mit Link zu weiteren Fotos im Medienarchiv Wikimedia Commons.

## Thönse
| Lage                        | Bezeichnung          | Beschreibung                                                                          | ID       | Bild |
| --------------------------- | -------------------- | ------------------------------------------------------------------------------------- | -------- | ---- |
| 52° 29′ 48″ N, 9° 53′ 32″ O | Thönse 24, Grabhügel | Großer, flacher Grabhügel. Dm. ca. 17 m, H. ca. 0,6 m; Gelände nach W weiter fallend. | 48260172 | BW   |

### Thönse 1
ID:28973103
Grabhügelfeld mit ehemals 15 Grabhügeln. Heute sind noch zehn obertägig erhalten, die übrigen sind zerstört.  Dm. ca. 7–18 m; H. ca. 0,35–0,8 m. Angeblich stammt aus den zerstörten Grabhügeln ein Feuersteindolch (neolithisch oder bronzezeitlich). Es wurden aber auch nachbestattete Urnen aus den Hügeln geborgen.

| Lage                        | Bezeichnung          | Beschreibung                                                                                   | ID       | Bild |
| --------------------------- | -------------------- | ---------------------------------------------------------------------------------------------- | -------- | ---- |
| 52° 29′ 48″ N, 9° 53′ 41″ O | Thönse 1, Grabhügel  | Dm. ca. 7 m; H. ca. 0,5 m.                                                                     | 28973102 | BW   |
| 52° 29′ 49″ N, 9° 53′ 39″ O | Thönse 2, Grabhügel  | Dm. ca. 12 m; H. ca. 0,6 m. Anzeichen alter Eingrabungen.                                      | 28973104 | BW   |
| 52° 29′ 48″ N, 9° 53′ 41″ O | Thönse 3, Grabhügel  | Dm. ca. 10 m; H. ca. 0,35 m. Teil durch einen Weg gestört.                                     | 28973107 | BW   |
| 52° 29′ 47″ N, 9° 53′ 41″ O | Thönse 4, Grabhügel  | Dm. ca. 10 m; H. ca. 0,5 m. Am Rande beschädigt.                                               | 28973108 | BW   |
| 52° 29′ 48″ N, 9° 53′ 40″ O | Thönse 5, Grabhügel  | Dm. ca. 7 m; H. ca. 0,4 m. Am Rande beschädigt.                                                | 28973109 | BW   |
| 52° 29′ 49″ N, 9° 53′ 39″ O | Thönse 6, Grabhügel  | Dm. ca. 11 m; H. ca. 0,5 m. Oberfläche stark von Pferden zertrampelt.                          | 28973110 | BW   |
| 52° 29′ 48″ N, 9° 53′ 38″ O | Thönse 7, Grabhügel  | Dm. ca. 18 m; H. ca. 0,7 m. Kuppe stark zerflacht. Anzeichen alter Eingrabungen.               | 28973113 | BW   |
| 52° 29′ 52″ N, 9° 53′ 35″ O | Thönse 8, Grabhügel  | Ca. 10 m; H. ca. 0,5 m. Über den Hügel verläuft ein Zaun, am westl. Hügelrand ein Trampelpfad. | 28973114 | BW   |
| 52° 29′ 53″ N, 9° 53′ 33″ O | Thönse 9, Grabhügel  | Dm. ca. 13 m; H. ca. 0,40 m. Alter zugewachsener Kopfstich.                                    | 28973111 | BW   |
| 52° 29′ 53″ N, 9° 53′ 32″ O | Thönse 10, Grabhügel | Dm. ca. 10 m; H. ca. 0,6 m.                                                                    | 28973116 | BW   |

## Wettmar

### Wettmar 1
ID:28973115
Sieben Grabhügel; Dm. ca. 8–14 m; H. ca. 0,3–0,6 m.

| Lage                       | Bezeichnung          | Beschreibung | ID       | Bild |
| -------------------------- | -------------------- | --- | -------- | ---- |
| 52° 31′ 34″ N, 9° 55′ 4″ O | Wettmar 1, Grabhügel | Dm. ca. 13 m; H. ca. 0,6 m. Tiergänge; alte Kopfstiche; Kuppe verflacht.                                                    | 28973118 | BW   |
| 52° 31′ 35″ N, 9° 55′ 4″ O | Wettmar 2, Grabhügel | Resthügel. Dm. ca. 13 m; H. ca. 0,6 m. Zum Teil durch Weg zerstört.                                                         | 28973119 | BW   |
| 52° 31′ 34″ N, 9° 55′ 2″ O | Wettmar 3, Grabhügel | Dm. ca. 12 m; H. ca. 0,6 m. Kuppe verflacht. Anzeichen alter Eingrabungen, Hügelrand durch Grenz- bzw. Wegegraben zerstört. | 28973120 | BW   |
| 52° 31′ 34″ N, 9° 55′ 2″ O | Wettmar 4, Grabhügel | Dm. ca. 8 m; H. ca. 0,3 m. Stark verflacht.                                                                                 | 28973112 | BW   |
| 52° 31′ 34″ N, 9° 55′ 1″ O | Wettmar 5, Grabhügel | Dm. ca. 14 m; H. ca. 0,5 m. Stark verflacht. Hügelmitte muldenförmig eingesenkt.                                            | 28973121 | BW   |
| 52° 31′ 35″ N, 9° 55′ 2″ O | Wettmar 6, Grabhügel | Dm 10 m, H. ca. 0,4 m. | 28983476 | BW   |
| 52° 31′ 35″ N, 9° 55′ 1″ O | Wettmar 7, Grabhügel | Dm. ca. 10 m, H. ca. 0,5 m.                                                                                                 | 28983477 | BW   |